# Arcahaie (kommun)
Arcahaie är en kommun i Haiti.   Den ligger i departementet Ouest, i den centrala delen av landet, 40 km nordväst om huvudstaden Port-au-Prince.